# Афрании
Афраниите (на латински: Afranii) са фамилия от плебейския gens Afrania в Древен Рим.
За пръв път се появяват през 2 век пр.н.е.. Мъжете носят името Афраний (Afranius), a жените - Афрания (Afrania). Познато e тяхното когномен Стелион (Stellio).
Намерени са монети със С. Афраний и М. Афраний.
Известни с това име:
- Гай Афраний Стелион, народен трибун 196 пр.н.е.
- Гай Афраний Стелион (претор), претор 185 пр.н.е.
- Луций Афраний (поет) (* 150 пр.н.е.), поет на комедии
- Луций Афраний (консул), консул 60 пр.н.е.
- Гая Афрания (+ 48 пр.н.е.), юристка през 1 век пр.н.е.
- Публий Афраний Поцит, убит при Калигула (упр. 37-41 г.)
- Секст Афраний Бур, тутор и адвизор по времето на Нерон (упр. 54-68 г.)
- Афраний Декстер, суфектконсул 98 г.
- Гней Афраний Декстер, суфектконсул 105 г.
- Флавий Афраний Сиагрий, консул 382 г.